# Bertula incongruens
Bertula incongruens är en fjärilsart som beskrevs av Butler 1879. Bertula incongruens ingår i släktet Bertula och familjen nattflyn. Inga underarter finns listade i Catalogue of Life.